# Ленинское сельское поселение (Орловская область)
Ленинское се́льское поселе́ние — муниципальное образование в Малоархангельском районе Орловской области Российской Федерации.
Административный центр — деревня Каменка.

## История
Статус и границы сельского поселения установлены Законом Орловской области от 12 августа 2004 года № 414-ОЗ «О статусе, границах и административных центрах муниципальных образований на территории Малоархангельского района Орловской области».

## Население
| 2010 | 2012 | 2013 | 2014 | 2015 | 2016 | 2017 |
| ---- | ---- | ---- | ---- | ---- | ---- | ---- |
| 725  | ↘710 | ↘706 | ↘701 | ↘674 | ↘653 | ↗654 |
| 2018 | 2019 | 2020 | 2021 | 2023 |      |      |
| ↘652 | ↘643 | ↘637 | ↘522 | ↘498 |      |      |

## Состав сельского поселения
| № | Населённый пункт | Тип населённого пункта          | Население |
| - | ---------------- | ------------------------------- | --------- |
| 1 | Александровка    | деревня                         | ↘180      |
| 2 | Верхняя Гнилуша  | деревня                         | 44        |
| 3 | Елизаветино      | деревня                         | 6         |
| 4 | Каменка          | деревня, административный центр | ↘168      |
| 5 | Нижняя Гнилуша   | деревня                         | ↘82       |
| 6 | Никольское       | село                            | 27        |
| 7 | Петровка         | деревня                         | ↘218      |

## Известные уроженцы
- Куталев, Гавриил Антонович (1895—1969) — советский военный деятель, полковник,  кандидат военных наук.